# Arvid Abraham Ölander
Arvid Abraham Ölander född 8 oktober 1718, död 2 november 1781 i Ölmstads församling, Jönköpings län, var en svensk präst.

## Biografi
Arvid Abraham Ölander föddes 1718. Han var son till kyrkoherden Nicolaus Ölander och Anna Brita Bergenadler. Ölander blev 1728 student vid Braheskolan och 1736 student vid Lunds universitet. Han disputerade 1744 (De vita aeterna, pres. N. Alin) och 1745 (de juribus ecclesiae collegialibus, pres. J. Nelander). Ölander avlade magisterexamen 1745 och blev docent i filosofi 1747. År 1751 prästvigdes Ölander. Han blev 1758 konrektor vid Braheskolan och komminister i Visingsö församling. År 1759 blev han rektor vid Braheskolan och 1766 kyrkoherde i Ölmstads församling. Han avled 1781 i Ölmstads församling.

### Familj
Ölander gifte sig 8 oktober 1775 med Maria Johansdotter (1754–1841). Hon var dotter till mjölnaren Johan Eliasson och Catharina Johansdotter i Alboga kvarn, Ölmstads församling. De fick tillsammans barnen Nils Ölander (1775–1775), Anna Brita Ölander (född 1778) som var gift med kronolänsmannen Knut Wettermark i Orlunda församling, kronofogden Nils Ölander (1780–1852) i och Johanna Gustava Ölander (född 1782) som var gift med kyrkoherden Anders Wångenberg i Hovs församling.